# Tarista morosa
Tarista morosa är en fjärilsart som beskrevs av William Schaus 1913. Tarista morosa ingår i släktet Tarista och familjen nattflyn. Inga underarter finns listade i Catalogue of Life.